# Aquilonastra coronata
Aquilonastra coronata är en sjöstjärneart som först beskrevs av von Martens 1866.  Aquilonastra coronata ingår i släktet Aquilonastra och familjen Asterinidae. Inga underarter finns listade i Catalogue of Life.